# فرایند شیمیایی
فرایند شیمیایی بیانگر چگونگی تبدیل یک یا چند ماده به مواد دیگر است. این عمل می‌تواند به‌طور خودبخود یا با تحمیل انرژی اضافه صورت پذیرد.